# Nürnberška načela
Nürnberška načela skup su smjernica za određivanje ratnih zločina i pravnih sastavnica ratnog zločina. Dokument je izradila Komisija za međunarodno pravo Ujedinjenih naroda kako bi se ustanovila pravna načela na kojima bi se mogli temeljiti tadašnji Nürnberški procesi, suđenja članovima nacističke stranke nakon Drugog svjetskog rata.

## Načela

### Načelo I
Svaka osoba koja počini djelo koje predstavlja zločin prema međunarodnom krivičnom pravu za to je odgovorna i podložna je kazni.

### Načelo II
Činjenica da unutarnje pravo države ne izriče kaznu za čin koji predstavlja zločin pod međunarodnim pravom ne oslobađa osobu koja je taj čin počinila od odgovornosti prema međunarodnom pravu.
Pojednostavljeno: "Osoba koja je počinila zločin prema međunarodnom pravu će snositi posljedice iako taj čin nije zločin prema zakonu neke države (npr. one u kojoj je počinjen)."

### Načelo III
Činjenica da je osoba koja je počinila čin koji predstavlja zločin prema međunarodnom pravu, djelovala kao šef države ili odgovorni državni dužnosnik, ne oslobađa je odgovornosti prema međunarodnom pravu.

### Načelo IV
Činjenica da je osoba djelovala prema naredbi svoje Vlade ili nadređenog ne oslobađa je odgovornosti prema međunarodnom pravu, pod uvjetom da joj je moralni izbor zapravo bio moguć.
Ovo načelo govori da reći "samo sam pratio/la naredbe svojih nadređenih" nije prihvatljivo opravdanje za ratni zločin, ako je osoba mogla izbjeći naredbu. Ovaj se slučaj neposredno prije Nürnberških procesa kolokvijalno poznavao kao "naredba nadređenih (eng. superior order)", no nakon procesa je poznat kao "Nürnberška obrana".
Tijekom prvog Nürnberškog procesa, Wilhelm Keitel, Alfred Jodl i drugi optuženici neuspješno su koristili ovu vrstu obrane. Tvrdili su da, iako su znali da su Hitlerove naredbe nemoralne, ili su barem imali razloga vjerovati da su nemoralne, njihovo mjesto nije bilo da ispituju, već da se pokore naredbama. Tvrdili su da ih je na to natjerao Führerprinzip (načelo vođe) koji je upravljao nacističkim režimom, kao i njihova vlastita prisega na vjernost Hitleru. U većini slučajeva, Tribunal je utvrdio da su kaznena djela optuženih bila toliko nečuvena da se Nürnberška obrana nije mogla uzeti kao ublažujući faktor na suđenju.

### Načelo V
Svaka osoba optužena za zločin prema međunarodnom pravu ima pravo na pravično suđenje na temelju činjenica i zakona.

### Načelo VI
Zločini koji su u nastavku navedeni su kažnjivi kao zločini prema međunarodnom pravu:
(a) Zločini protiv mira:
1. Planiranje, pripremanje, pokretanje ili vođenje agresorskog rata ili rata koji krši međunarodne ugovore, sporazume ili jamstva;
2. Sudjelovanje u zajedničkom planu ili zavjeri za postizanje bilo kojeg od djela navedenih pod 1.

(b) Ratni zločini:
Kršenja zakona ili običaja ratovanja koja uključuju, ali nisu ograničena na, ubojstvo, zlostavljanje ili deportaciju na robovski rad ili u bilo koju drugu svrhu civilnog stanovništva na okupiranom teritoriju; ubojstvo ili zlostavljanje ratnih zarobljenika ili osoba na moru, ubijanje talaca, pljačka javnog ili privatnog vlasništva, bezobzirno uništavanje gradova, naselja ili sela ili pustošenje koje nije opravdano vojnom nuždom.
(c) Zločini protiv čovječnosti:
Ubojstvo, istrebljenje, porobljavanje, deportacija i druga nečovječna djela počinjena protiv bilo kojeg civilnog stanovništva, ili progoni na političkoj, rasnoj ili religijskoj osnovi, kada se takva djela čine ili se takvi progoni provode u izvršenju ili u vezi s bilo kojim zločinom protiv mira ili bilo kojim ratnim zločinom.

Vođe, organizatori, poticatelji i suučesnici koji sudjeluju u formuliranju ili izvršenju zajedničkog plana ili zavjere za počinjenje bilo kojeg od gore navedenih zločina odgovorni su za sva djela koja su izvršile bilo koje osobe u izvršenju takvog plana.

### Načelo VII
Suučesništvo u počinjenju zločina protiv mira, ratnog zločina ili zločina protiv čovječnosti kako je navedeno u načelu VI je zločin prema međunarodnom pravu.